# اندی تاونزند
اندرو دیوید تاونزند (به انگلیسی: Andrew David Townsend) (زاده ۲۳ ژوئیه ۱۹۶۳) بازیکن فوتبال ایرلندی است.وی در تیم‌های انگلیسی از جمله استون ویلا، میدلزبورو و چلسی بازی کرده‌است.همچنین ۷۰ بازی و ۷ گل ملی در کارنامه این بازیکن دیده می‌شود 